# Maren Ade
Maren Ade (Karlsruhe, 12 dicembre 1976) è una regista, sceneggiatrice e produttrice cinematografica tedesca.

## Biografia
Nel 2009 il suo film Alle Anderen ha vinto l'Orso d'argento, gran premio della giuria.

## Filmografia parziale

### Regista
- Ebene 9 - cortometraggio (2000)
- Vegas - cortometraggio (2001)
- Der Wald vor lauter Bäumen (2003)
- Alle Anderen (2009)
- Vi presento Toni Erdmann (Toni Erdmann) (2016)

### Produttrice
- Spencer (2021)
- Racconto di due stagioni (Kuru otlar üstüne) (2023)